# Подводные лодки проекта 615
Подводные лодки проекта 615 (А615) — серия советских малых подводных лодок (Quebec по классификации НАТО), единственная в мире серия подводных лодок с подводным движением на дизельном двигателе.

## История проекта
В 1938 году коллектив ОКБ-196 (еще называлось «Бюро Слезина» по фамилии офицера НКВД — административного начальника этого подразделения, в нём работали заключенные инженеры над созданием новой военной техники, главным образом в области подводного кораблестроения, в условиях тюремного заключения) приступил к созданию проекта малой экспериментальной подводной лодки с энергетической установкой ЕД-ХПИ (работающей по замкнутому циклу с использованием кислорода для окисления топлива и твёрдого химического поглотителя для удаления углекислого газа).
В процессе разработки проекта большое внимание уделялось устранению недостатков, имевших место при строительстве и испытаниях энергоустановки РЕДО на лодке Р-1. Особенно тщательно решался вопрос обеспечения газонепроницаемости дизельных отсеков, а, следовательно, и улучшения обитаемости лодки в подводном положении.
В начале 1939 года разработанный ОКБ-196 проект утвердили, а 16 июня было принято постановление Комитета Обороны при Совете Народных Комиссаров СССР о постройке опытной подводной лодки с единым двигателем. Во исполнение этого постановления 16 ноября 1939 года на заводе № 196 заложили подводную лодку с литерно-цифровым обозначением М-401 (заводской номер С.135), хотя, по воспоминаниям А. К. Назарова, руководство Наркомата ВМФ во главе с М. П. Фриновским скептически относилось к новому проекту.
Проект 615 был разработан сразу после Великой Отечественной войны и являлся развитием класса подводных лодок типа «Малютка». Толчком к его созданию послужило вышедшее в июле 1946 года постановление Совета Министров СССР «О мерах по дальнейшему развитию работ в области создания ПЛ с единым двигателем». В соответствии с этим постановлением в ЦКБ-18 были начаты работы по созданию опытного образца подводной лодки с единым двигателем по типу ЕД-ХПИ, работающим по замкнутому циклу с использованием кислорода для окисления топлива и твёрдого химического поглотителя для удаления углекислого газа (единый двигатель с химическим поглотителем известковым). Главным конструктором корабля был назначен А. С. Кассациер, его заместителями стали А. К. Назаров и С. Е. Липелис.
Подводные лодки этого типа предназначались для защиты портов, военно-морских баз и мест рассредоточенного базирования ВМФ СССР от нападения кораблей противника, а также для нанесения торпедных ударов по кораблям и судам противника в условиях узостей и шхер.
Как и их предшественники типа «Малютка», подводные лодки этого проекта для повышения оперативной мобильности флота могли перебрасываться на другие театры военных действий железнодорожным транспортом. Транспортировка по железной дороге по проекту должна была происходить с минимальным демонтажом конструкции.

## Конструкция

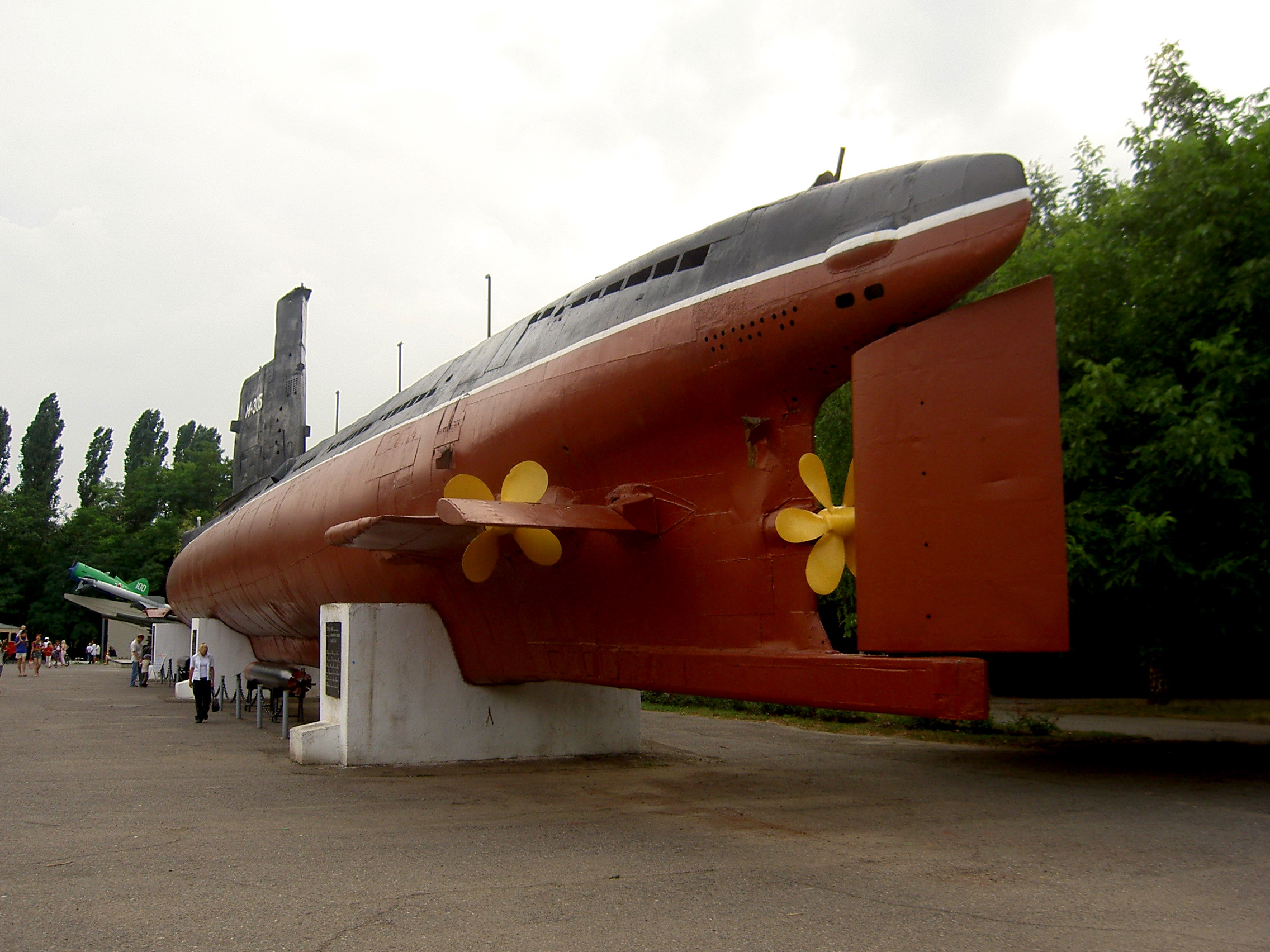
Корма и винты проекта

Отличительной особенностью этого класса малых подводных лодок стало наличие единых воздухо-независимых двигателей для подводного хода. В качестве главного двигателя был принят дизель 32Д мощностью 900 л. с., для форсированных режимов предназначались два дизельных двигателя М50П по 700 л. с., высокооборотистых, но с гораздо меньшим моторесурсом. Для подводного плавания на дизельных двигателях головная лодка имела две цистерны с жидким кислородом общей массой 8,5 тонн и 14,4 тонны химического поглотителя известкового типа. Также, на среднем валу имелся электродвигатель ПГ-106 мощностью 100 л. с.
По архитектуре корпуса подводные лодки этого проекта были полуторакорпусными. Прочный корпус делился поперечными переборками на 7 отсеков. Поперечные переборки, ограничивавшие третий отсек (центральный пост), должны были выдержать давление 10 кгс/кв. см, остальные переборки рассчитывались на 1 кгс/кв. см.

## История строительства
После успешных испытаний головного корабля лодка пошла в серийное производство в модификации А615, отличающейся только установкой одной цистерны для жидкого кислорода вместо двух, при сохранении той же ёмкости.
В 1949 году на заводе «Судомех», для проверки расположения механизмов и оборудования был построен деревянный макет в натуральную величину. В марте 1950 года заложили опытную лодку (М-254), а в августе спустили её на воду. С сентября начались её швартовные испытания. В июле 1951 года — заводские испытания. Только через год удалось приступить к государственным.
Строительство всей серии возглавлял Е. П. Корсак.
Между спуском и началом швартовных испытаний в 1954—1955 годах составлял 1-2 месяца. Длительность швартовных испытаний первых лодок была 5,5 месяца, последующих — 2 месяца.
Заводские ходовые а затем и государственные испытания проводились в Таллинской базе.
Строительство этих кораблей на заводе имени А. Марти была сопряжена с большими трудностями — верфь не строила ПЛ уже 15 лет. Но в отличие от секционного метода (на «Судомехе») здесь строили блочным. Этот метод был эффективней: стапельный период составлял около 120 дней, а общий цикл постройки сокращался на 20-25 %, уменьшались затраты и трудоемкость — снижалась себестоимость. Кроме того отличался и метод спуска — на «Судомехе» со стапеля снимали двумя плавкранами, а на заводе имени А. Марти вкатывали на тележках прямо в плавдок и затем подтопляли его.
Всего с 1953 по 1959 год кроме головной лодки проекта 615 было выпущено 29 лодок модификации А615. 23 из них были построены на ССЗ «Судомех» и 6 — на Адмиралтейском ССЗ (до декабря 1957 года — ССЗ им. А. Марти).

## История эксплуатации
Лодки А615 пользовались дурной славой у подводников, из-за высокой пожароопасности их называли «зажигалками».
12 августа 1956 года подводная лодка М-259 под командованием капитана 3-го ранга Е. В. Бутузова отрабатывала учебные задачи на полигоне в западной части Финского залива, когда в результате снижения доли кислорода в газовой смеси произошел объемный взрыв в выгородке среднего дизеля. При взрыве погибли три члена экипажа, инженер-механик старший инженер-лейтенант Николай Первухин задохнулся в дыму, тяжелые травмы и ожоги получили еще шесть человек. Раненых эвакуировали торпедные катера, а подводную лодку на буксире отвел в Кронштадт противолодочный корабль. Государственная комиссия, занимавшаяся расследованием аварии, недоработок в конструкции лодки не обнаружила и сочла причиной происшествия недостатки организации службы, за что Е. В. Бутузов был понижен в звании.
26 сентября 1957 года подводная лодка М-256 проходила испытания на скорость на мерной миле Таллинского полигона недалеко от полуострова Вимси (Финский залив). В результате снижения доли кислорода в газовой смеси произошел объемный взрыв в выгородке среднего дизеля. Пожар, подпитываемый кислородом из цистерны, распространился на четвертый, пятый и шестой отсеки. Переборочные двери были заблокированы обломками и телами погибших. В результате командир лодки капитан 3-го ранга Ю. С. Вавакин приказал экипажу остальных отсеков выйти на верхнюю палубу и собраться в ограждении рубки. Прибывшее к месту аварии спасательное судно намотало на винт буксирный канат, а подошедший эсминец, опасаясь взрыва, отошел от терпящей бедствие лодки на значительное расстояние. В связи с отсутствием средств пожаротушения, пожар в отсеках продолжался, пока не выгорели уплотнения забортных отверстий, после чего внутрь корпуса начала поступать вода, лодка потеряла продольную остойчивость и с дифферентом на корму затонула. Из воды удалось подобрать только семерых членов экипажа, так как подводная лодка была оснащена лишь семью спасательными жилетами. Ни один из погибших в море моряков не был найден.
После второй аварии лодкам проекта А615 было запрещено до выяснения причин плавать при работе дизелей по замкнутому циклу.
После расследования этой аварии на заводах-строителях, модернизировалась кислородная система, дополнительно устанавливалась: автоматическая аппаратура, измеряющая состав кислорода и углекислоты; система пенотушения и другие технические средства. Именно применение жидкого кислорода в качестве окислителя топлива вызывало эксплуатационно-технические сложности и повышало пожароопасность. Из-за этого на базе проекта А615 был разработан модернизированный — 637, где вместо жидкого кислорода использовался продукт Б-2 (надперекись натрия), который хранился в виде гранул и под воздействием морской воды реагировал с образованием кислорода и поглотителя углекислого газа. Для отработки энергетической установки по проекту 637 в 1958—1959 годах была переоборудована последняя лодка проекта А615 — М-361. Работы и испытания велись на Адмиралтейском заводе, корабль был спущен на воду, на нём проходили наладочные испытания, в мае 1960 года они были внезапно прерваны, а Главное управление кораблестроения ВМФ предложило прекратить работу над проектом. После демонтажа специального оборудования из 4 отсека лодка была передана Ленинградскому ВВМУ им. Ленина для использования в учебных целях.
На Черноморском флоте также затонула М-351, но без потерь среди личного состава.
В 1960 году лодка «М-301» принимала участие в параде по случаю Дня ВМФ в Ленинграде. Согласно приказу ей предстояло в подводном положении пройти по Неве и совершить всплытие перед крейсером «Аврора». Трудность заключалась в том, что завихрения течения воды постоянно сносят нос лодки, велик риск столкновения с быками моста. С поставленной задачей экипаж под командованием Ростислава Агапова успешно справился. Ни до, ни после проход подводной лодки в подводном положении по реке под мостами не осуществлялся.
В 1960-х годах повысилась значимость бесшумности подводного хода, поэтому в начале 70-х годов высокошумные А615 были выведены из состава ВМФ СССР.

## Современное состояние
До настоящего времени в качестве экспонатов сохранилось три подводные лодки проекта А615 — М-261 демонстрируется в Краснодаре, М-296 находится в Одессе (экспонируется под обозначением М-305), и М-361, достроенная как комплексная лаборатория проекта 637, продолжает формально находиться в строю и использоваться по прямому назначению в качестве учебно-тренировочного кабинета на закрытой территории Военно-морского инженерного института в городе Пушкин.

## Представители
| Наименование | заводской № | закладка | спуск на воду | ввод в строй | Информация                   |
| ------------ | ----------- | -------- | ------------- | ------------ | ---------------------------- |
| М-255        | 664         | 08.09.53 | 16.09.54      | 10.12.55     |                              |
| М-256        | 665         | 23.09.53 | 15.09.54      | 21.12.55     |                              |
| М-257        | 666         | 10.11.53 | 30.09.54      | 10.12.55     |                              |
| М-258        | 667         | 18.11.53 | 04.11.54      | 21.12.55     |                              |
| М-259        | 668         | 12.01.54 | 05.11.54      | 13.12.55     |                              |
| М-260        | 669         | 14.02.54 | 21.05.55      | 31.07.56     |                              |
| М-261        | 1070        | 23.02.54 | 21.05.55      | 31.07.56     | Музеефицирована в Краснодаре |
| М-262        | 1071        | 20.03.54 | 12.07.55      | 31.07.56     |                              |
| М-263        | 1072        | 08.04.54 | 02.08.55      | 02.11.56     |                              |
| М-264        | 1073        | 04.06.54 | 14.09.55      | 03.10.56     |                              |
| М-265        | 1074        | 15.07.54 | 09.09.55      | 30.09.56     |                              |
| М-266        | 1075        | 30.08.54 | 30.10.55      | 30.09.56     |                              |
| М-267        | 1078        | 15.10.54 | 14.01.56      | 30.09.56     |                              |
| М-268        | 1079        | 20.11.54 | 16.04.56      | 26.12.56     |                              |
| М-269        | 1080        | 30.11.54 | 17.03.56      | 27.08.57     |                              |
| М-295        | 701         | 10.01.55 | 03.04.56      | 16.08.57     |                              |
| М-296        | 702         | 01.02.55 | 04.04.56      | 23.12.58     | Музеефицирована в Одессе     |
| М-297        | 703         | 05.08.55 | 29.07.56      | 29.08.57     |                              |
| М-298        | 704         | 02.08.55 | 30.06.56      | 31.08.57     |                              |
| М-299        | 705         | 19.09.55 | 04.10.56      | 30.11.57     |                              |
| М-300        | 711         | 27.09.55 | 12.10.56      | 30.11.57     |                              |
| М-301        | 713         | 07.01.56 | 23.02.57      | 27.12.58     |                              |
| М-321        | 715         | 24.12.55 | 23.02.57      | 23.12.58     |                              |
| М-351        | 801         | 24.03.54 | 04.07.55      | 03.08.56     |                              |
| М-352        | 802         | 10.04.54 | 07.10.55      | 30.09.56     |                              |
| М-353        | 803         | 15.05.55 | 26.04.56      | 30.09.56     |                              |
| М-354        | 804         | 23.06.55 | 05.06.56      | 25.11.56     |                              |
| М-355        | 805         | 08.07.55 | 17.04.57      | 01.08.57     |                              |
| М-356        | 816         | 05.04.56 | 27.04.57      | 20.08.57     |                              |
| М-361        | 817         | 05.55    | 03.57         | 08.62        |                              |